# Símbol d'iteració
El símbol d'iteració o de repetició 々, es fa servir amb els caràcters kanji japonesos per representar múltiples coses relacionades amb el plural. En japonès no hi ha una idea estesa del plural en la parla però a vegades sorgeix. Aquesta característica contrasta amb el japonès, idioma en el que normalment es repeteixen caràcters únicament per afegir èmfasis.
Exemples:
- 我々 ("wareware", nosaltres)
- 我 ("ware", jo)

A vegades el significat canvia per complet:
- 多々 - "tata", Molts, en quantitat gran (多-"ta", molts)
- 人々 - "hitobito", Persones (人-"hito", persona)
- 次々 - "tsugitsugi", Continu (次-"tsugi", el següent)